# Стари словенски летописи
Стари словенски летописи су летописи (анали) из средњовековног или раног нововековног периода, који су настајали на разним словенским језицима. Као историографска дела, стари словенски летописи се по својој стуктури одликују хронолошким излгањем догађаја, по годинама. Запис о догађајима из сваке одређене године излаже се у посебном одељку, под том годином, а сваки одељак обично почиње речима: „Лета…" или „У лето..." (то јест „Године… (те и те)"), тако да одакле потиче и назив - летопис.
Најстарији сачувани словенски летописи потичу са источнословенских простора, а највећим делом се налазе у такозваним „списковима“ из периода од 14. до 18. века. Под "списком" се у руској рукописној традицији подразумева препис са старијег предлошка, али аутографи најстаријих летописа, за које се претпоставља да су настали већ у 11. или 12. веку, нису сачувани, тако су њихови садржаји по правилу познати само на основу познијих преписа или прерада.
Стари руски летописи сачувани су у многим преписима. Најстарији су летописи монаха Лаврентија (Лаврентијевски летопис из 1377. године и Ипатијевски летопис из 14. века (по називу Ипатијевског манастира код града Костроме, где се она чувала). У њиховој основи је старији предложак са почетка 12. века. Тај летописни свод, познат под именом «Повест минулих лета», јесте најстарији Кијевски летопис чији се садржај може реконструисати на основу познијих преписа.
Летописи су се писали у многим градовима, а међи значајнијим су Новгородски и Псковски летопис. Летописи су састављани и током позније (московске) епохе руске историје (Васкрсенски и Никоновски летопис), а тада је настала и "Царска књига“, која по годинама бележи догађаје од времена цара Ивана Грозног.
У западноруском рукописном корпусу постојали су и литвански (белоруски) летописи, као и козачки летописи, који се тичу углавном епохе Богдана Хмељницког.
У старој српској историографији из средњовековног и раног нововковног периода, настали су стари српски летописи, који су састављани по угледу на сродна византијска дела. Летописна дела са српских, бугарских и руских простора настајала су уз међусобно преплитање и видљиве утицаје који су препознатљиви у разним појединостима.
Стари летописи са руског, српскоги бугарског подручја, а такође и на старим влашким и молдавским просторима, настајали су на словенским језицима и ћириличком писму, док је на западнословенским просторима преовлађивала употреба латинског језика у књижевности, уз ретке изузетке, тако да летописни састави на народном (словенском) језику и латиничком писму нису били бројни. 